# Аптайм
Апта́йм обчи́слювальної систе́ми (від англ. uptime) — час безперервної роботи обчислювальної системи або її частини. Вимірюється з моменту завантаження і до моменту припинення роботи (зависання, перезавантаження, вимкнення, припинення роботи аналізованого застосунку). У випадку, якщо система все ще функціонує на момент обговорення, аптайм рахується з моменту завантаження до поточного моменту.
Рекордом аптайма є робота сервера під керуванням OpenVMS — 18 років (за станом на 2000 рік).
Окрім прямого значення (час безперервної роботи), термін «аптайм» інколи описує середній час роботи системи та вимірюється у відсотках від загального часу вимірювання. В цьому випадку протилежним «аптайму» є «даунтайм» (від англ. downtime) — час, коли система не працює. 99% аптайму відповідає приблизно 15-хвилинному даунтайму в день (8 годин на місяць), 99,9% — 50 хвилинам на місяць, 99,99% — 50 хвилинам на рік (4 хвилинам на місяць).
Український сервіс мониторінгу аптайму Uptime.UA безкоштовно вимірює аптайм українських вебсайтів.

## Виноски
1. ↑  OpenVMS сегодня и завтра [Архівовано 2013-01-22 у Wayback Machine.], «Открытые системы», 16 мая 2000 г
2. ↑  Український сервіс мониторінгу аптайму Uptime.UA [Архівовано 7 червня 2010 у Wayback Machine.]

## Дивись також
- uptime — утиліта в UNIX-подібних системах